# Agencia de Seguridad Nacional (Baréin)
La Agencia de Seguridad Nacional, también conocida como Agencia de Inteligencia de Baréin (BIA1)  (en árabe: جهاز الأمن الوطني‎); es un organismo de investigación con sede en Baréin, asociada al Ministerio del Interior. La ASN fue creada por el Rey Hamad mediante el Decreto N.º 14 de 2002, en el cual se estipulaba la sustitución de la antigua Dirección General de Investigaciones de Seguridad Nacional por esta nueva institución. 
La ASN recibió de igual manera por Real Decreto en 2008 la facultad para realizar detenciones, pero le fue retirada esta competencia en 2011, también mediante Real Decreto.

## Historia
Antes de que fuese constituida en el año 2002, la ASN era conocida como la Dirección General de Investigaciones de Seguridad Nacional (en árabe: الإدارة العامة لمباحث أمن الدولة‎) o Servicio de Seguridad e Inteligencia. Al mando de esta institución se encontraba Ian Henderson de 1966 a 1998. Ian Henderson fue un ciudadano británico, apodado el Carnicero de Baréin debido a las torturas y a las numerosas violaciones de los derechos humanos que supuestamente tuvieron lugar bajo su mandato, especialmente durante el levantamiento de los años 90 en Baréin.
Después de Henderson se retirase en 1998, la posición fue tomada por Khalid bin Mohammed Al Khalifa, un sobrino del entonces gobernante Isa bin Salman Al Khalifa.
El último director que tuvo la Dirección General de Investigaciones de Seguridad Nacional antes de su disolución fue Adel Flaifel hasta el 2002. El excoronel Adel Jassim Flaifel (o Felaifel, o Flaifil) (árabe: عادل فليفل) fue acusado de cometer, o supervisar, torturas tanto físicas y como psicológicas contra ciudadanos bahreiníes desde 1980 hasta 1997. Fue destituido de sus funciones en diciembre de 2002 debido a las protestas y presiones que ejercieron numerosas organizaciones internacionales de defensa de derechos humanos. 
Flaifel nunca ha sido acusado de ningún delito. En el Real Decreto 56 de 2002, el Rey Hamad bin Isa al-Khalifah concedió amnistía total a los abusos de los derechos humanos cometidos por los agentes de seguridad antes de 2001. Las denuncias de tortura contra Flaifel han sido documentadas por organizaciones internacionales de derechos humanos, Human Rights Watch y Amnistía Internacional, entre otros. Desde 2002 se han llevado a cabo de manera regular protestas en Baréin exigiendo el enjuiciamiento de Flaifel por dichas acusaciones de tortura.
En noviembre de 2002, 8 víctimas de tortura presentaron denuncias contra Flaifel ante la Fiscalía General de Baréin. Sin embargo, el Gobierno de Baréin no ha presentado cargos contra él.

### Controversias
La ASN es una organización más pequeña y clandestina que el Ministerio del Interior. Esta institución actúa como una unidad de policía secreta del régimen y tiene el mandato explícito de erradicar la subversión o la disidencia. De acuerdo con el Real Decreto que constituyó este organismo, la ASN debe "detectar y descubrir todas las actividades que socaven la seguridad nacional del Reino, sus instituciones y su [sistema de gobierno], o que amenacen la seguridad y la estabilidad de la nación, o sus intereses o logros".
Aunque la ASN se constituye como un organismo independiente del Ministerio del Interior pero que responde directamente ante el Primer Ministro, y que colabora con otras unidades como el GCDIFS (General Directorate of Criminal Investigation and Forensic Science; en español Dirección General de Investigación Criminal y Ciencia Forense) y con la SSFC (Special Security Force Command, en español Comando Especial de las Fuerzas de Seguridad) para detener y torturar a activistas y disidentes. 
De acuerdo con un informe de ADHRB (Americans for Democracy and Human Rights in Bahrain), una ONG que trabaja para la defensa de los derechos humanos en Baréin; la ANS comparte presupuesto con el Ministerio del Interior y utiliza regularmente sus instalaciones (como por ejemplo el recinto de seguridad de Muharraq) para cometer abusos y violaciones de los derechos humanos.
En 2011, la BICI (Bahrain Independent Commission of Inquiry) nombró a la ASN como uno de los organismos de seguridad más abusivos de Baréin por su participación en numerosas detenciones arbitrarias, desapariciones forzosas, torturas o ejecuciones extrajudiciales, entre otras. De hecho, el personal de la ASN ha sido señalado directamente como responsables de torturar hasta la muerte al cofundador del único periódico independiente de Baréin durante el levantamiento pacífico que tuvo lugar en el país en 2011, en consonancia con la Primavera Árabe.
El Rey puso en práctica las recomendación de la BICI de despojar a la organización de sus facultades de detención e interrogatorio, pero la ASN siguió reuniendo y proporcionando información a otras instituciones como el Ministerio del Interior. Hoy en día, la ASN sigue participando activamente en operaciones conjuntas con el Ministerio del Interior, incluido el tiroteo de la Guardia Costera en febrero de 2017 que dejó tres sospechosos muertos.

## Directores
El director de la ASN es nombrado por el Rey y es miembro a su vez del Consejo Supremo de Defensa  junto con el Ministro de Interior. Según el BCHR (Bahrain Centre for Human Rights) los altos cargos de la ASN son otorgados a la familia real y sin embargo, la mayor parte de los empleados de la organización no son ciudadanos bahreiníes.
El actual jefe de la ASN es Talal bin Mohammed bin Khalifa Al Khalifa, quien fue nombrado el 4 de agosto de 2016. Talal bin Mohammed es el hijo de Mohammed bin Khalifa Al Khalifa, quien fue Ministro de Interior de Baréin durante 31 años (1973 - 2004), y es también el nieto de Khalifa bin Hamad Al Khalifa, el anterior jefe de la Dirección General de la Policía y Seguridad Pública (1937 - 1961). El bisabuelo de Talal era el gobernante de Baréin Hamad bin Isa Al Khalifa (1872 - 1942). Talal es a su vez hermano de Fawaz bin Mohammed Al Khalifa, el actual embajador de Baréin al Reino Unido.
Anterior a Talal bin Mohammed, el director de la ASN era el excoronel Adel bin Khalifa bin Hamad Al Fadhel. Fue nombrado para llenar la vacante dejada por el director anterior Khalifa bin Abdullah Al Khalifa, que fue ascendido a la posición de Secretario General del Consejo Supremo de Defensa.  Khalifa bin Abdullah es primo del Rey Hamad y miembro de la familia real de Baréin. Khalifa bin Abdullah fue nombrado el 23 de marzo de 2008. 
Anterior al nombramiento de Khalifa bin Abdullah, la posición de director de la ASN estaba ocupada por otro primo del Rey Hamad, Khalifa bin Ali bin Rashid Al Khalifa. El primer director que tuvo la ASN era también familia del Rey, Abdul Aziz bin Atiyatallah Al Khalifa, quien fue nombrado por el Rey en mayo de 2002.

### Directores de la Dirección General de Investigaciones de Seguridad Nacional (hasta 2002) - Agencia de Seguridad Nacional (desde 2002)
| # | Nombre                                       | Desde                    | Hasta                    |
| - | -------------------------------------------- | ------------------------ | ------------------------ |
| 1 | Ian Henderson                                | 1966                     | 1 de febrero de 1998     |
| 2 | Khalid bin Mohammed Al Khalifa               | 1 de febrero de 1998     | 8 de mayo de 2002        |
| 3 | Abdul Aziz bin Ateyatallah Al Khalifa        | 8 de mayo de 2002        | 26 de septiembre de 2005 |
| 4 | Khalifa bin de Ali del bin Rashid Al Khalifa | 26 de septiembre de 2005 | 23 de marzo de 2008      |
| 5 | Khalifa bin Abdullah Al Khalifa              | 23 de marzo de 2008      | 28 de noviembre de 2011  |
| 6 | Adel bin Khalifa bin Hamad Al-Fadhel         | 28 de noviembre de 2011  | 4 de agosto de 2016      |
| 7 | Talal bin Mohammed Al Khalifa                | 4 de agosto de 2016      | Actual                   |